# Estela de Raimondi
La Estela de Raimondi es un monolito o escultura pétrea de forma paralelepípeda, con uno de sus lados decorado en plano relieve, representando a un ser mítico. Pertenece a la cultura chavín de la época preinca.
Descubierta en Chavín de Huántar, fue bautizada como Estela de Raimondi en homenaje al naturalista y geógrafo italiano Antonio Raimondi, que impulsó su traslado a Lima para su estudio y conservación.
Este monolito refleja el estilo artístico de la cultura chavín que se desarrolló especialmente en la provincia de Huari, y que fue uno de los principales centros religiosos y culturales del hemisferio occidental.
Fue el primer objeto de estilo chavín que se dio a conocer. Se trata de una losa de granito de 1,98 m de alto por 74 cm de ancho y 17 cm de grosor, que tiene tallada en una de sus caras a la representación de la divinidad principal de los chavines en la época del Templo Nuevo. El personaje representado corresponde a una divinidad antropomorfa felinizada de pie, vista de frente, con los brazos abiertos, sosteniendo en cada mano una especie de báculos. Las manos y pies terminan en garras. La figura se asemeja al dios Wiracocha retratado en la Puerta del Sol de la cultura Tiahuanaco ya que también sujeta dos varas, báculos o bastones. 
Hoy en día se encuentra conservado en el Museo Nacional de Arqueología, Antropología e Historia del Perú en el distrito de Pueblo Libre, en Lima.

## Descubrimiento

Reproducción gráfica de la Estela de Raimondi.

Según José Toribio Polo, la estela fue descubierta hacia 1840 por Timoteo Espinoza, vecino del pueblo de Chavín, cuando removía un campo cercano al Templo o Castillo. Espinoza se lo llevó a su casa y la colocó en su patio con el lado de los relieves sobre el suelo, utilizándola como mesa de uso doméstico. No obstante lo anecdótico de este hecho, es de destacar que, gracias a la ocurrencia del campesino, pudo mantenerse en buen estado los dibujos grabados en la escultura; asimismo, ésta se salvó de caer en otras manos que muy posiblemente lo hubieran usado como material de construcción, como ha ocurrido con otras estelas o monolitos chavines. 
En 1860, el viajero italiano Antonio Raimondi visitó el sitio de Chavín y en una casa del pueblo encontró la estela, de la que hizo una copia en papel. En 1873 publicó el libro El departamento de Ancash y sus riquezas minerales, donde expresó el valor histórico y arqueológico que tenía el monolito:

Del mismo Castillo se ha desenterrado una piedra de granito de forma rectangular, de 1,98 m de largo, 0,74 de ancho y 0,15 de grosor, con dibujos todavía más complicados que los de la columna [...] Dicha piedra es de gran estimación, por lo complicado y la hermosura de su diseño, por la finura y sorprendente simetría que se nota en un dibujo tan difícil, que el mejor artista no habría podido hacerlo más perfecto. Ella es de por sí un precioso monumento que debería conservarse con el mayor cuidado en el Museo Nacional, porque da una exacta idea del gran desarrollo que había alcanzado el simbolismo, el dibujo y el arte de trabajar la piedra entre los antiguos indios.

También por esa misma época, el historiador José Toribio Polo hizo una visita a las ruinas de Chavín, en su calidad de secretario de la prefectura de Huaraz y profesor del Colegio Nacional La Libertad (1871). Encontró la estela abandonada en un patio, y al igual que Raimondi, vislumbró su importancia arqueológica. Años después, en 1890, escribió artículos para la Revista Americana, donde describió tanto al Templo de Chavín como a la estela, y en 1900 publicó un libro titulado La piedra de Chavín.
Tomando nota de la recomendación de Raimondi, en 1873 el gobierno de Manuel Pardo y Lavalle dispuso el traslado de la piedra a Lima. De esa labor se encargó el sargento mayor Manuel Marticorena. Inicialmente fue exhibida en el Palacio de la Exposición, inaugurado años antes con motivo de la celebración por los cincuenta años de la independencia. Fue registrada en el inventario del Museo de Historia con el número 3600. 
Inicialmente conocida como la Piedra de Chavín, se impuso después el nombre de Estela Raimondi, en homenaje al sabio italiano que fue el primero en percibir su importancia y en hacer las gestiones necesarias para posibilitar su conservación.
En 1881 se salvó fortuitamente del pillaje de las tropas chilenas que ocuparon Lima. Ocurrió que, durante el desorden que se desató mientras los invasores se dedicaban a saquear los museos de la capital peruana, el monolito cayó al suelo mostrando solo su parte posterior, que es lisa, sin ningún relieve. Los saqueadores pensaron que se trataba de una simple losa de piedra sin mayor valor y por eso no se lo llevaron.
Posteriormente fue trasladada al Museo de Antropología, Arqueología e Historia de Pueblo Libre, donde se halla actualmente. El terremoto de 1940 hizo que cayese al suelo quebrándose en uno de sus extremos.
En septiembre de 2021, el Ministerio de Cultura del Perú, a través de su titular Ciro Gálvez, anunció que, atendiendo a un pedido de los pobladores de Chavín de Huántar, se estudiará la posibilidad de que la estela regrese a su lugar original.

## Cronología
Según John Rowe, la Estela pertenece a la etapa tardía de la cultura chavín, contemporánea a algunas de las fases de la cerámica paracas (hacia 200 a. C.).

## Sitio original
Se cree que se exhibía en la parte principal del Templo Nuevo de Chavín de Huántar, expuesta públicamente para ser reverenciada por los peregrinos que venían de todas partes del mundo andino. En cambio, el Lanzón monolítico, otro importante monolito chavín, se hallaba oculto en una galería subterránea del Templo Viejo, adonde solo podrían entrar los nobles y los sacerdotes.

## Descripción
La Estela Raimondi es una losa de granito de 1,98 m de alto por 74 cm de ancho y 17 cm de grosor, que tiene tallada en una de sus caras a la representación de un ser mitológico, que presumiblemente era el dios más importante de los chavines. La otra cara es lisa, sin ningún relieve.
Dicho ser mitológico aparece representado con sus brazos abiertos, sosteniendo dos grandes bastones o báculos, decorados con intrincados dibujos de felinos y serpientes de notable calidad artística. El dios está parado y mira de frente, con expresión severa. Tiene una boca con colmillos de felino, y sus manos y piernas terminan en garras del mismo espécimen, de largas uñas. Lleva en su cintura lo que parece un cinturón del que emergen dos pares de culebras. En su cabeza tiene lo que a simple vista parece una gigantesca mitra o tocado del que brotan serpientes a manera de cabellera, la cual cubre casi dos tercios de la escultura; sin embargo, hay diversas interpretaciones en cuanto a lo que verdaderamente representa.

## Interpretaciones
Julio C. Tello realizó una minuciosa descripción de la Estela. Según su criterio, la imagen representa a un dios jaguar coronado con una enorme mitra o tocado ritual, y con dos báculos en las manos, por lo que sería un antecedente del dios Viracocha representado en la iconografía tiahuanaco. Para Tello, la representación de un dios jaguar, animal propio de la selva, venía a probar su tesis del origen amazónico de Chavín, tesis que actualmente es cuestionada. John Rowe destacó también la similitud con la deidad tiahuanaco y lo denominó como el Dios de los báculos.
Otro célebre arqueólogo, el alemán Max Uhle, consideró que las expresiones iconográficas del monolito derivan del estilo nazca e interpretó a la figura como un felino-hombre, de cuya cabeza se desprende una escolopendra o tal vez un milpiés con sus patas estilizadas en forma de bastones o culebras.
Federico Kauffmann Doig sostiene que se trata de un dios humanizado con atributos combinados de felino y de ave de rapiña. Según su punto de vista, lo que para Uhle era una escolopendra y lo que para Tello una mitra, se trata en realidad de alas y plumas estilizadas que deben verse como prolongación de la espalda de la divinidad, a manera de capa. En otras palabras, el cuerpo superior que se ve encima de la cabeza del dios sería en realidad su espalda desplegada, provista de alas estilizadas. Kauffmann ha denominado a esta divinidad como Piscoruna-Pumapasimi (en quechua: hombre ave con boca atigrada). Este «felino volador» estaría relacionado con el culto al agua y la invocación a la fertilidad, de tanta importancia en las civilizaciones agrícolas del Perú antiguo.

## Emblema chavín
Existen indicios de que la representación mitológica que aparece en la Estela, denominada el Dios de los báculos (o de las varas), podría ser el emblema religioso de la elite de Chavín, pues aparece representado en diversos objetos y en lugares alejados del núcleo chavín, como en unos tejidos hallados en el cementerio de Karwa, cerca de la necrópolis de Paracas. También una divinidad con atributos similares se halla representada en la cerámica Pucará, hacia el 100 a. C., y posteriormente en la Portada del Sol de Tiahuanaco.